# Vòng loại Cúp bóng đá châu Phi 2025 (Bảng C)
Bảng C của Vòng loại Cúp bóng đá châu Phi 2025 là một trong mười hai bảng đấu sẽ quyết định đội nào đủ điều kiện tham dự vòng chung kết Cúp bóng đá châu Phi 2025 diễn ra tại Maroc. Bảng C bao gồm 4 đội tuyển: Ai Cập, Cabo Verde, Mauritanie và Botswana.
Các đội tuyển sẽ thi đấu với nhau theo thể thức vòng tròn một lượt (sân nhà – sân khách), các trận đấu diễn ra từ tháng 9 đến tháng 11 năm 2024.

## Bảng xếp hạng
| VT | Đội        | ST | T | H | B | BT | BB | HS  | Đ  | Giành quyền tham dự |     |     |     |     |     |
| -- | ---------- | -- | - | - | - | -- | -- | --- | -- | ------------------- | --- | --- | --- | --- | --- |
| 1  | Ai Cập     | 6  | 4 | 2 | 0 | 12 | 2  | +10 | 14 | Vòng chung kết      |     | —   | 1–1 | 2–0 | 3–0 |
| 2  | Botswana   | 6  | 2 | 2 | 2 | 4  | 7  | −3  | 8  | Vòng chung kết      |     | 0–4 | —   | 1–1 | 1–0 |
| 3  | Mauritanie | 6  | 2 | 1 | 3 | 3  | 6  | −3  | 7  |                     |     | 0–1 | 1–0 | —   | 1–0 |
| 4  | Cabo Verde | 6  | 1 | 1 | 4 | 3  | 7  | −4  | 4  |                     | 1–1 | 0–1 | 2–0 | —   |     |

## Các trận đấu
| Ai Cập                                  | 3–0      | Cabo Verde |
| --------------------------------------- | -------- | ---------- |
| - Rabia 23' - Marmoush 45+1' - Adel 70' | Chi tiết |            |

| Mauritanie | 1–0      | Botswana |
| ---------- | -------- | -------- |
| - Amar 84' | Chi tiết |          |

| Botswana | 0–4      | Ai Cập                                           |
| -------- | -------- | ------------------------------------------------ |
|          | Chi tiết | - Trézéguet 5', 29' - Salah 56' - M. Fathi 90+4' |

| Cabo Verde                | 2–0      | Mauritanie |
| ------------------------- | -------- | ---------- |
| - Mendes 28' (ph.đ.), 75' | Chi tiết |            |

| Cabo Verde | 0–1      | Botswana    |
| ---------- | -------- | ----------- |
|            | Chi tiết | Orebonye 2' |

| Ai Cập                      | 2–0      | Mauritanie |
| --------------------------- | -------- | ---------- |
| - Trézéguet 69' - Salah 79' | Chi tiết |            |

| Mauritanie | 0–1      | Ai Cập     |
| ---------- | -------- | ---------- |
|            | Chi tiết | - Adel 85' |

| Botswana      | 1–0      | Cabo Verde |
| ------------- | -------- | ---------- |
| - Sesinyi 52' | Chi tiết |            |

| Botswana     | 1–1      | Mauritanie |
| ------------ | -------- | ---------- |
| - Baruti 18' | Chi tiết | - Koïta 7' |

| Cabo Verde           | 1–1      | Ai Cập        |
| -------------------- | -------- | ------------- |
| - Mendes 63' (ph.đ.) | Chi tiết | - Mohamed 31' |

| Ai Cập          | 1–1      | Botswana     |
| --------------- | -------- | ------------ |
| - Trézéguet 15' | Chi tiết | - Kebatho 8' |

| Mauritanie     | 1–0      | Cabo Verde |
| -------------- | -------- | ---------- |
| - Soueid 45+4' | Chi tiết |            |

## Cầu thủ ghi bàn
Đang có 22 bàn thắng ghi được trong 12 trận đấu, trung bình 1.83 bàn thắng mỗi trận đấu.
4 bàn thắng
- Trézéguet

3 bàn thắng
- Ryan Mendes

2 bàn thắng
- Ibrahim Adel
- Mohamed Salah

1 bàn thắng
- Gilbert Baruti
- Omaatla Kebatho
- Tumisang Orebonye
- Thabang Sesinyi
- Mostafa Fathi
- Taher Mohamed
- Omar Marmoush
- Ramy Rabia
- Sidi Bouna Amar
- Aboubakary Koïta
- Mouhamed Soueid